# La mela (Tani)
La mela è un romanzo della scrittrice e giornalista Cinzia Tani.

## Trama
Antonio Antinucci è un vecchio professore in pensione che vive insieme alla figlia Elena e ai nipoti Chiara e Marco.
Chiara, per Carnevale, è vestita da Biancaneve mentre il fratello Marco da Brontolo.
Insieme vanno ad una festa di Carnevale.
Nel frattempo alla casa di Antonio Antinucci si presentano vari personaggi di epoche e luoghi diversi: Adamo ed Eva, Isaac Newton, Guglielmo Tell col figlio Gualtierino, Paride, la strega cattiva (Grimilde)... 
Ad unirli è solo una fatidica mela.

## Edizioni
- Cinzia Tani, La mela, collana UAO (Universale d’Avventure e d’Osservazioni), illustrazioni di Grazia Nidasio, n. 38, Roma, Gallucci, 2010,  pagg. 105, SBN LO11308161.